# Prescott (Iowa)
Prescott ist eine Kleinstadt (mit dem Status „City“) im Adams County im US-amerikanischen Bundesstaat Iowa. Das U.S. Census Bureau hat bei der Volkszählung 2020 eine Einwohnerzahl von 191 ermittelt.

## Geografie
Prescott liegt im Südwesten Iowas am East Nodaway River, dem östlichen Quellfluss des in den Missouri River mündenden Nodaway River. Die Stadt liegt rund 110 km östlich des Missouri River, der die Grenze zu Nebraska bildet. Die Grenze zum südlich benachbarten Bundesstaat Missouri ist rund 60 km von Prescott entfernt.
Die geografischen Koordinaten von Prescott sind 41°01′23″ nördlicher Breite und 94°36′49″ westlicher Länge. Das Stadtgebiet erstreckt sich über eine Fläche von 1,04 km² und liegt in der Prescott Township.
Nachbarorte von Prescott sind Cromwell (15,5 km östlich), Creston (24,7 km in der gleichen Richtung), Lenox (19,7 km südsüdöstlich) und Corning (13,2 km westsüdwestlich).
Die nächstgelegenen Großstädte sind Iowas Hauptstadt Des Moines (140 km nordöstlich), Kansas City in Missouri (244 km südlich) und Nebraskas größte Stadt Omaha (147 km westnordwestlich).

## Verkehr
In Prescott treffen mehrere untergeordnete Landstraßen und teils unbefestigte Fahrwege zusammen. Alle weiteren Straßen sind innerörtliche Verbindungsstraßen.
In Nordost-Südwest-Richtung führt eine Eisenbahnlinie für den Frachtverkehr der BNSF Railway durch Prescott.
Mit dem Corning Municipal Airport befindet sich 15 km westsüdwestlich ein kleiner Flugplatz. Der nächste Verkehrsflughafen ist der Des Moines International Airport (136 km nordöstlich).

## Bevölkerung
Nach der Volkszählung im Jahr 2010 lebten in Prescott 257 Menschen in 109 Haushalten. Die Bevölkerungsdichte betrug 247,1 Einwohner pro Quadratkilometer. In den 109 Haushalten lebten statistisch je 2,36 Personen.
Ethnisch betrachtet bestand die Bevölkerung mit drei Ausnahmen nur aus Weißen.
22,2 Prozent der Bevölkerung waren unter 18 Jahre alt, 61,5 Prozent waren zwischen 18 und 64 und 16,3 Prozent waren 65 Jahre oder älter. 53,7 Prozent der Bevölkerung waren weiblich.
Das mittlere jährliche Einkommen eines Haushalts lag bei 52.344 USD. Das Pro-Kopf-Einkommen betrug 22.849 USD. 6,8 Prozent der Einwohner lebten unterhalb der Armutsgrenze.

## Bekannte Bewohner
- Horace Mann Towner (1855–1937) – republikanischer Abgeordneter des US-Repräsentantenhauses (1911–1923) und 13. Gouverneur von Puerto Rico (1923–1929) – war mehrere Jahre als Anwalt in Prescott tätig